# C.I.T.T (Cheese in the Trap)
C.I.T.T (Cheese in the Trap) es el segundo álbum sencillo en solitario de la cantante surcoreana Moonbyul. Fue lanzado el 28 de abril de 2022 por RBW y distribuido por Kakao M. El álbum contiene dos pistas, incluido el sencillo principal homónimo «C.I.T.T (Cheese in the Trap)».

## Antecedentes y lanzamiento
El 29 de marzo de 2022, el medio de comunicación surcoreano Osen informó que la miembro del grupo Mamamoo, Moonbyul, se estaría preparando para lanzar un nuevo álbum sencillo en solitario durante el mes de abril. Respecto a la información, su agencia RBW declaró que «Moonbyul está preparando un nuevo álbum con el objetivo de lanzarlo en abril. Le informaremos el cronograma específico tan pronto como se decida».
El 12 de abril, Moonbyul anunció la fecha de lanzamiento y el título de su segundo álbum sencillo con un vídeo de adelanto, confirmando que este llevaría por título C.I.T.T (Cheese in the Trap), y cuya fecha de lanzamiento será el 28 de abril a las 18:00 hrs. (KST). El 14 de abril fue revelada la portada de su nuevo álbum sencillo, mientras que el 18 de abril fue publicada una serie de fotos conceptuales de la artista.
El 19 de abril de 2022 fue publicado un vídeo promocional titulado «Highteen Misery», mientras que el 25 de abril se publicó un segundo vídeo promocional titulado «Crush On Me». El 26 y 27 de abril fueron publicados dos vídeos con adelantos del vídeo musical de su sencillo principal del nuevo álbum.

## Lista de canciones
| CD / Descarga digital |                                |                                                               |                                       |                           |          |  |
| N.º                   | Título                         | Letras                                                        | Música                                | Arreglos                  | Duración |  |
| 1.                    | «C.I.T.T (Cheese in the Trap)» | Moonbyul, Lee Sangho, Seo Yongbae, Cocodubuappa, Park Hyunkyu | Lee Sangho, Seo Yongbae, Cocodubuappa | Seo Yongbae, Cocodubuappa | 2:57     |  |
| 2.                    | «반달 (My Moon)»               | Moonbyul, Cocodubuappa                                        | Moonbyul, Cocodubuappa                | Cocodubuappa              | 2:56     |  |
| 5:54                  |                                |                                                               |                                       |                           |          |  |

## Historial de lanzamiento
| Fecha               | Formato                         | Sello discográfico |
| ------------------- | ------------------------------- | ------------------ |
| 28 de abril de 2022 | CD, descarga digital, streaming | RBW, Kakao M       |